# Ngrendeng (Selorejo)
Ngrendeng is een bestuurslaag in het regentschap Blitar van de provincie Oost-Java, Indonesië. Ngrendeng telt 4370 inwoners (volkstelling 2010).